# Freycinet Point
Freycinet Point är en udde i Australien. Den ligger i delstaten Western Australia, omkring 250 kilometer söder om delstatshuvudstaden Perth.
Runt Freycinet Point är det mycket glesbefolkat, med 3 invånare per kvadratkilometer.. Närmaste större samhälle är Margaret River, omkring 18 kilometer nordost om Freycinet Point.
I omgivningarna runt Freycinet Point växer i huvudsak städsegrön lövskog. Genomsnittlig årsnederbörd är 1 147 millimeter. Den regnigaste månaden är maj, med i genomsnitt 198 mm nederbörd, och den torraste är februari, med 10 mm nederbörd.